# Sara Hidalgo i Valls
Sara Hidalgo Valls (Cerdanyola del Vallès, Vallès Occidental, 9 de novembre de 1967) és una exjugadora de waterpolo catalana.
Jugadora del CN Sabadell, va aconseguir els primers títols de l'entitat sabadellenca destacant tres Lligues espanyoles, dues Copes de la Reina i una Lliga catalana. Internacional en cinquanta-vuit ocasions amb la selecció espanyola de waterpolo entre 1989 i 1995, va participar al Campionat d'Europa de 1993. Va retirar-se de la competició al final de la temporada 2001-02. Entre d'altres distincions, va rebre la medalla de bronze (1994), d'argent (1996) i d'or (2000) de serveis distingits per la Reial Federació Espanyola de Natació i la medalla al mèrit esportiu (1996) de la Federació Catalana de Natació. Posteriorment, la seva carrera professional s'ha desenvolupat en el sector farmacèutic.

## Palmarès
- 3 Lliga espanyola de waterpolo femenina: 1999-00, 2000-01, 2001-02
- 2 Copa espanyola de waterpolo femenina: 2000-01, 2001-02
- 1 Lliga catalana de waterpolo femenina: 2001-02